# Cidaria multistriata
Cidaria multistriata là một loài bướm đêm trong họ Geometridae.